# Роб Кріллі
Роб Кріллі (англ. Rob Crilly, нар. 1973, Лондон, Велика Британія) — кореспондент британської газети The Daily Telegraph у Пакистані.
До цього він протягом п'яти років писав про Африку зі своєї бази в Найробі до провідних світових видань, зокрема до таких, як: The Times, The Irish Times, The Daily Mail, The Scotsman і The Christian Science Monitor. Також його статті публікувались у The Scotsman, USA Today, News of the World, The Sunday Times and The Sunday Telegraph.
Книжка Роба Кріллі «Рятуючи Дарфур: Всіма улюблена африканська війна» (англ. Saving Darfur: Everyone's Favourite African War), заснована на чотирьох роках його повідомлень про Судан і численних подорожах по всьому регіону, вийшла друком в лютому 2010 року.